# Martwicze zapalenie jelit

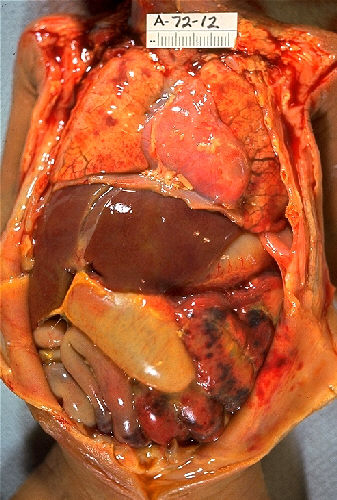
Obraz wnętrza jamy brzusznej zmarłego noworodka z martwiczym zapaleniem jelit.

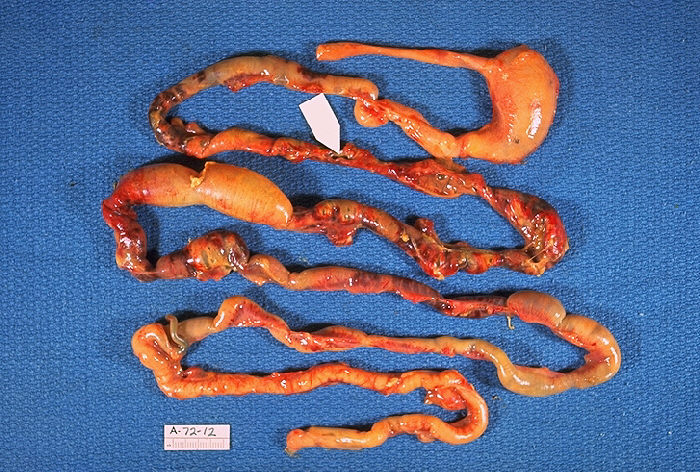
Przewód pokarmowy noworodka z martwiczym zapaleniem jelit: widoczne są ogniska martwicy, pneumatosis intestinalis (podśluzówkowe pęcherze gazu) i miejsce perforacji (wskazane strzałką).

Martwicze zapalenie jelit (łac. enterocolitis necroticans neonatorum, ang. necrotizing enterocolitis, NEC) – najczęstsza choroba przewodu pokarmowego wymagająca interwencji chirurgicznej u noworodków, występuje przede wszystkim u wcześniaków, chociaż sporadycznie także u dzieci urodzonych o czasie. Jest to zwykle powikłanie niedotlenienia płodu, niedokrwienia albo czynników zakaźnych, nakładających się na niedojrzałość mechanizmów obronnych dziecka.

## Patogeneza
Czynnikiem pierwotnym jest niedotlenienie jelita wskutek uogólnionej hipoperfuzji albo selektywnego ograniczenia przepływu przez trzewia. Czynniki usposabiające do NEC to:
- wcześniactwo
- niedotlenienie okołoporodowe
- policytemia
- sinicze wady serca
- przetrwały przewód tętniczy
- kolonizacja bakteryjna pęcherzyka żółciowego
- karmienie enteralne
- karmienie mieszankami modyfikowanymi

## Objawy kliniczne
- krwiste stolce
- wzdęcie brzucha
- zwiększone zaleganie treści żołądkowej
- wymioty
- tkliwość powłok brzusznych
- rumień i (lub) zasinienie powłok brzusznych
- brak perystaltyki
- wodobrzusze
- opór w prawym dolnym kwadrancie brzucha
- bradykardia
- zaburzenia oddychania, bezdechy
- hipotensja
- skąpomocz
- zaburzenie perfuzji obwodowej
- zaburzenia krzepnięcia
- objawy wstrząsu

## Powikłania
- perforacja jelita
- zapalenie otrzewnej

## Obraz mikroskopowy
Śluzówkowa i śródścienna martwica rozpływna, owrzodzenia i nacieki zapalne. Podśluzówkowe pęcherze gazu widoczne w obrębie ściany jelita. Później ziarninowanie i włóknienie.

## Leczenie
- zaniechanie karmienia enteralnego
- stabilizacja stanu ogólnego
- całkowite żywienie parenteralne
- odbarczenie przewodu pokarmowego
- antybiotykoterapia
- leczenie chirurgiczne przy perforacji lub martwicy ściany jelita
- drenaż jamy otrzewnej (u wcześniaków o masie ciała poniżej 1000 g).